# Octobre 2023
Octobre 2023 est le dixième mois de l'année 2023. Il est notamment marqué par une attaque du Hamas contre Israël, le 7.

## Environnement

### Global
D'après Copernicus, le mois d'octobre 2023 est le mois d'octobre le plus chaud au niveau mondial jamais enregistré. La température moyenne à la surface du globe était de 15,4 °C, c'est-à-dire 1,7 °C plus chaud que la moyenne d'un mois d'octobre sur la période 1850-1900, et 0,4 °C de plus que le mois d'octobre 2019 qui détenait le précédent record. Il s'agit du cinquième mois d'affilée à battre ce record.

### France
Durant la première moitié d'octobre, des températures très supérieures aux normales de saison, comparable à des températures d'un mois d'août, avec des records de chaleurs pour un mois d'octobre battus dans toute la France métropolitaine dont de très nombreux dépassant les 30 °C. Ensuite, sur la période du 18 octobre au 16 novembre 2023, la France métropolitaine connaît des précipitations record, ayant enregistré un cumul moyen de 237,3 mm, ce qui n'était jamais arrivé sur une période de 30 jours consécutifs toutes saisons confondues, et dépasse de loin le précédent record - qui était de 187,1 mm entre le 13 janvier et le 11 février 1988.

## Événements
- 1er octobre :
  - une manifestation, organisée contre le gouvernement polonais par Coalition civique (alliance de plusieurs partis d'opposition), réunit un million de personnes à Varsovie, en faisant la plus grande manifestation de l'histoire de cette ville, et une des plus grandes de l'histoire récente de la Pologne et de l'Union européenne[4] ;
  - à Ankara, quelques heures avant la rentrée parlementaire turque, un attentat-suicide devant la direction générale du ministère turc de l'Intérieur provoque la mort des deux terroristes et blesse légèrement 2 policiers[5].
- 2 octobre :
  - le prix Nobel de physiologie ou médecine est attribué à Katalin Karikó et Drew Weissman.
  - le Kirghizistan et le Tadjikistan signent un accord sur la frontière séparant les deux pays[6].
- 3 octobre :
  - le prix Nobel de physique est attribué à Pierre Agostini, Anne L'Huillier et Ferenc Krausz ;
  - Kevin McCarthy, le Président de la Chambre des représentants des États-Unis est destitué, c'est la première fois dans l'Histoire politique des États-Unis que la Chambre destitue son speaker[7].
  - un accident de bus fait au moins vingt et un morts à Venise en Italie[8].
- 4 octobre : le prix Nobel de chimie est attribué à Moungi G. Bawendi, Louis E. Brus et Alexeï Iekimov ;
- 5 octobre : le prix Nobel de littérature est attribué à Jon Fosse.
- 5 octobre au 19 novembre : 13e édition de la Coupe du monde de cricket en Inde.
- 6 octobre : le prix Nobel de la paix est attribué à Narges Mohammadi.
- 6 au 15 octobre : 14e édition des championnats du monde de beach-volley au Mexique.
- 7 octobre :
  - élections législatives aux Émirats arabes unis ;
  - le Hamas lance une offensive de grande envergure contre Israël, qui réplique en retour[9] ;
  - deux tremblements de terre font plus de 1 000 morts à Hérat, en Afghanistan ;
  - au moins 55 personnes sont tuées par une frappe russe à Hroza, dans l’est de l’Ukraine[10].
- 8 octobre :
  - élections législatives au Luxembourg, la coalition du Premier ministre Xavier Bettel perd sa majorité ;
  - élections régionales en Bavière (Allemagne) ;
  - élections régionales en Hesse (Allemagne).
- 9 octobre : le prix de la Banque de Suède en sciences économiques en mémoire d'Alfred Nobel est attribué à Claudia Goldin.
- 10 octobre : élections législatives, élections sénatoriales et élection présidentielle au Liberia.
- 13 octobre :
  - assassinat de Dominique Bernard à Arras (France) ;
  - la mission Psyché de la NASA est lancée pour explorer l'astéroïde riche en métaux 16 Psyché.
- 14 octobre :
  - référendum constitutionnel en Australie, l'amendement est rejeté par une large majorité des électeurs ;
  - élections législatives en Nouvelle-Zélande, le Parti national est largement en tête devant le Parti travailliste ;
  - éclipse solaire annulaire.
- 15 octobre :
  - élection présidentielle (2d tour) en Équateur, Daniel Noboa est élu ;
  - élections parlementaires et référendum en Pologne.
- 16 octobre : fusillade à Bruxelles en Belgique.
- 17 octobre : en Russie, les députés révoquent la ratification du traité d'interdiction complète des essais nucléaires[11].
- 18 octobre : les États-Unis opposent leur veto à une résolution du Conseil de sécurité des Nations unies (CSNU) qui appelle à une pause humanitaire à Gaza. Douze pays votent en faveur de la résolution, tandis que la Russie et la Grande Bretagne s'abstiennent[12].
- 19 octobre : le Parlement européen décerne le prix Sakharov à Mahsa Amini et au mouvement des femmes en Iran.
- 20 octobre : la Colombie annonce la création d'une ambassade auprès de l'État de Palestine à Ramallah, en Cisjordanie[13].
- 22 octobre :
  - élections législatives et élection présidentielle en Argentine, Sergio Massa et Javier Milei sont qualifiés au deuxième tour ;
  - élections fédérales en Suisse.
  - des affrontements à Makhmour, en Irak, font quatre morts.
- 24 octobre : grève des femmes en Islande.
- 24 au 29 octobre : 26e édition des championnats du monde de karaté en Hongrie.
- 25 octobre :
  - l'ouragan Otis de catégorie 5 cause au moins 39 morts et des dégâts majeurs à Acapulco au Mexique.
  - Aux États-Unis :
    - fusillades à Lewiston dans le Maine ;
    - le républicain Mike Johnson est élu speaker de la Chambre des représentants des États-Unis.
- 26 octobre : Loi sur la sécurité en ligne de 2023 en Grande-Bretagne.
- 27 octobre : l'Assemblée générale des Nations unies adopte une résolution sur « la protection des civils et le respect des obligations juridiques et humanitaires » dans la crise dans la bande de Gaza[14].
- 28 octobre :
  - Au Kazakhstan, une explosion dans la mine de Kostenko, proche de Karaganda, cause au moins 45 morts confirmés et 1 disparu présumé mort[15], ce qui en fait le pire accident minier au Kazakhstan depuis son indépendance[15] ; le président du Kazakhstan Kassym-Jomart Tokaïev met fin à la coopération de son gouvernement avec le groupe ArcelorMittal, dont la mine de Kostenko faisait partie[16], dénonçant le caractère systémique des accidents dans les mines kazakhes de ce groupe[16] ;
  - en Égypte, un immense carambolage et l'incendie qu'il provoque sur l'axe reliant Le Caire à Alexandrie cause au moins 35 morts et 53 blessés[17]
- 29 octobre :
  - élections législatives au sultanat d'Oman ;
  - départ de la 16e édition de la Transat Jacques-Vabre.
- 30 octobre : Lionel Messi gagne son huitième ballon d'or (football) devant Erling Haaland.
- 31 octobre : Centrafrique, Gabon, Niger et Ouganda sont exclus de l'African Growth and Opportunity Act par le gouvernement des États-Unis pour atteinte au pluralisme et aux droits de l'homme[18].